# Joseph Stadler (atleta)
Joseph Francis Stadler (Cleveland, Ohio, 12 de juny de 1880 - Temple City, Califòrnia, 25 de febrer de 1950) va ser un atleta estatunidenc, especialista en els salts que va competir a cavall del segle xix i el segle xx.
El 1904 va prendre part en els Jocs Olímpics de Saint Louis, on guanyà dues medalles del programa d'atletisme: una de plata el salt d'alçada aturat i una de bronze en el triple salt aturat.